# 東京都產業勞動局
東京都產業勞動局（日语：／ Tokyoto Sangyorodokyo，Tokyo Metropolitan Government Bureau of Industrial and Labor Affairs）是東京都下轄局處之一。主要業務為東京產業活性化、雇用相關政策、促進農林水產業與觀光產業等。

## 組織

### 本廳
- 總務部
總務課、企畫計理課、職員課
- 商工部
調整課、創業支援課、經營支援課、地域產業振興課
- 金融部
金融課、貸金業對策課
- 金融監理部
監理課
- 觀光部
企畫課、振興課
- 農林水產部
調整課、食料安全課、農業振興課、水產課、森林課
- 雇用就業部
調整課、就業推進課、勞動環境課、能力開發課

### 事業所
（工商業）
- 皮革技術中心
台東支所

（農林水產業）
- 島嶼農林水產總合中心（日语：東京都島しょ農林水産総合センター）
大島事業所
三宅事業所
八丈事業所
- 農業振興事務所
中央農業改良普及中心（普及指導中心）
西多摩農業改良普及中心
南多摩農業改良普及中心
- 森林事務所
冰川林務出張所
五日市林務出張所
淺川林務出張所
- 病害蟲防除所
- 家畜保健衛生所（日语：家畜保健衛生所）
大島支所
三宅支所
八丈支所
肥飼料檢查中心

（雇用就業）
- 勞動相談情報中心
大崎事務所
池袋事務所
龜戶事務所
國分寺事務所
八王子事務所
- 中央、城北 職業能力開發中心
高年齡者校
板橋校
赤羽校
- 城南 職業能力開發中心
大田校
- 城東 職業能力開發中心
江戶川校
足立校
台東分校
- 多摩 職業能力開發中心
八王子校
武藏野校
府中校
東京障害者職業能力開發校（國立都營）

※島嶼部除農林水產試驗研究與農業普及指導、家畜保健衛生等業務外，其他產業勞動局的商工、農務、水產等業務交由總務局各支廳（大島支廳、三宅支廳、八丈支廳、小笠原支廳）的產業課執行。

## 監理團體、相關團體等
- 財團法人東京都中小企業振興公社
- 財團法人東京觀光財團
- 公益財團法人東京都農林水產振興財團
- 財團法人東京工作財團（財団法人東京しごと財団）
- 株式會社東京國際論壇（株式会社東京国際フォーラム）
- 株式會社東京臨海控股（株式会社東京臨海ホールディング）
- 株式會社東京Big Sight（株式会社東京ビッグサイト）
- 地方獨立法人東京都產業技術研究中心
- 東京都職業能力開發協會
- 新銀行東京（日语：新銀行東京）

## 設施
- 產業支援廣場・TAMA（産業サポートスクエア・TAMA）
- 知的財產總合中心
- 產業貿易中心（日语：東京都立産業貿易センター）濱松町館、台東館
- 東京觀光情報中心
  - 都廳本部
  - 羽田空港支所
  - 京成上野支所
- 東京國際飯店（東京国際ホステル）
- 東京都農林總合研究中心（日语：東京都農林総合研究センター）
  - 江戶川分場
  - 食品技術中心
- 青梅畜產中心
- 奧多摩魚養殖中心（奥多摩さかな養殖センター）
- 栽培漁業中心
- 東京工作中心（日语：東京しごとセンター）
- 東京都勞動資料中心

## 外部連結
- 東京都產業勞動局 （页面存档备份，存于）